# Eslavos polabios
Los eslavos polabianos eran un conjunto de tribus eslavas que vivían a lo largo del río Elba, entre el mar Báltico y los Sudetes. Estas tribus ocuparon la región a finales del primer milenio y se dividían en los siguientes grupos: 

## Eslavos polabios

### Abroditas
- Abroditas
- Wagrianos
- Varnos
- Polabios
- Linones
- Travnjane
- Drevlianos

### Liutiches (Wilzi, Liutici)
- Kissini (Kessiner, Chizzinen, Kyzziner)
- Circipanos (Zirzipanen)
- Tollenser
- Redarier
- Ucros (Ukr(an)i, Ukranen)

### Rani (Rujani)
- Hevelios (Stodorani)
- Volinios (Velunzani)
- Pyritzans (Prissani)
- Sorbios

Se germanizaron al final de la Edad Media. Germanos y francos se referían a ellos como wendos, que era el término utilizado generalmente para los eslavos occidentales.
El término "polabio" o "polabiano" deriva de una palabra en eslavo occidental y hace referencia a las localidades a lo largo del Elba (en checo Labe).
Los polabios, que dieron nombre a este grupo, se consideran actualmente extintos.
Como otras sociedades eslavas occidentales, los eslavos polabios estuvieron en contacto con los pueblos de la Europa Occidental y fueron influenciados por el Sacro Imperio Romano Germánico, con el que compartían una afiliación política.
Tras la profunda división cultural de los eslavos occidentales, los polabios se convirtieron al catolicismo, viéndose influidos por la Iglesia latina y las naciones de la Europa Occidental, a diferencia de los otros dos principales pueblos eslavos, pues los eslavos orientales y meridionales se convirtieron a la ortodoxia cristiana, entrando en el radio de influencia del Imperio bizantino.

## Historia
Los eslavos polabios sustituyeron a las tribus germánicas que habían emigrado en los siglos I al VI durante la era de las grandes migraciones. Su área de asentamiento permaneció bastante estable a lo largo del siglo VIII. Carlomagno contrató a los obroditas como aliados en su campaña contra los sajones rebeldes de Holstein. Muchas de las tribus eslavas se convirtieron en dependencias del Imperio carolingio y los francos crearon la Marca Soraba para defenderse contra los sorbios. Eginardo en su "Vita Karoli Magni" describe una expedición al territorio eslavo dirigida por el propio Carlomagno en el año 798. Las campañas alemanas contra los eslavos comenzaron en serio durante la dinastía otónida. Enrique el Pajarero atacó a los eslavos en varias campañas con su caballería. Durante los reinados de Enrique y su hijo Otón I, se fundaron varias marcas para proteger las adquisiciones en el este. 
Tras la muerte de Gerón I en el año 965, la Marca Geronis se dividió en la Marca del Norte, la Marca de Lusacia y la Marca de Turingia, esta última dividida en las de Zeitz, Merseburg y Meissen. Los obispados como Magdeburgo, Brandemburgo y Havelberg se crearon para apoyar la conversión de los eslavos al cristianismo. Después de la derrota de Otón II en la batalla de Stilo en el año 982, los eslavos paganos se rebelaron contra los alemanes al año siguiente y destruyeron los obispados de Havelberg y Brandeburgo. Algunos eslavos avanzaron por el Elba en territorio sajón, pero se retiraron cuando el duque cristiano de Polonia Miecislao I, los atacó desde el este. El Sacro Imperio sólo conservó el dominio nominal sobre los territorios eslavos entre el Elba y el Oder. A pesar de los esfuerzos de los misioneros cristianos, la mayoría de los polabos veían a Jesús como un "dios alemán" y permaneció pagana. 
El príncipe obrodita Udo y su hijo Gottschalk expandieron su reino mediante la unificación de las tribus obroditas y conquistando algunas tribus luticias en el siglo XI. Alentaron el establecimiento de los obispados como apoyo a la actividad misionera cristiana. Sin embargo, una revuelta en 1066 condujo a la muerte de Gottschalk y su sustitución por el pagano Kruto de Wagria. Enrique, hijo de Gottschalk, asesinó finalmente a Kruto en 1093. De 1140 a 1143 los nobles holsacianos avanzaron hacia Wagria para establecerse permanentemente en las tierras paganas de los wagri. El conde Adolfo II de Holstein y Enrique de Badewide dominaron los asentamientos polabos en Liubice y Racisburg. 
Impresionados por el éxito de la Primera Cruzada, los sajones comenzaron a llamar a una cruzada en contra de sus vecinos eslavos. La cruzada de los wendos ("wendos" era una forma de llamar a los eslavos occidentales) de 1147, coincidiendo con la Segunda Cruzada, que resultó ser un fracaso, lo que originó la devastación de las tierras luticias y condujo a bautismos forzados. La campaña, sin embargo, aseguró el control sajón de Wagria y Polabia. Los obroditas quedaron, en gran medida, en paz con los sajones durante la siguiente década, aunque los piratas eslavos invadieron Dinamarca. A partir de finales de la década de 1150, el rey Valdemar el Grande de Dinamarca solicitó la ayuda del duque Enrique el León de Sajonia contra los eslavos; su cooperación llevó a la muerte del príncipe abodrita Niklot en 1160. Los dos señores cristianos repartieron gran parte del territorio conquistado entre sus vasallos. Cuando el hijo exiliado de Niklot, Pribislav, planeaba una rebelión obrodita, la pareja tomó represalias, ocupando Demmin y alejando a los aliados de Pribislav. 
Después de conquistar Wagria y Polabia durante la década de 1140, los nobles sajones intentaron expulsar a los eslavos nativos y reemplazarlos por colonos sajones y flamencos. La revuelta de 1164 obrodita conducida por Pribislav, el hijo de Niklot, convenció a Enrique el León de que el mantenimiento de los eslavos como aliados sería menos problemático. El duque devolvió el poder a Pribislav, convertido al cristianismo, como príncipe de Mecklemburgo, Kessin y Rostock, y un vasallo de los sajones. 
Las tácticas y el armamento fueron decisivos en las campañas de Dinamarca contra los eslavos orientales polabos. Los daneses utilizaron flotas costeras rápidas y fluviales provistas de redes, tácticas similares a las de los vikingos. A pesar de que carecían de experiencia en el asedio, los daneses eran capaces de paralizar las regiones eslavas mediante la quema de cultivos y los suburbios sin muros. Los contraataques eslavos eran rechazados con ballestas y arcos largos de Noruega. Los daneses ocuparon Rugia en 1168 y se apoderaron de la fortaleza de Rani Arkona. Similarmente a la restitución de Enrique de Pribislav como vasallo sajón, Valdemar permitió al príncipe Rani Jaromar gobernar como vasallo danés cristiano. 
Después de que Valdemar se negase a compartir Rugia con Enrique, el duque de Sajonia solicitó la ayuda de la confederación abodrita y liutizi contra los daneses; Valdemar puso fin al conflicto mediante el pago de una cantidad a Enrique en 1171. 
Alarmado por la expansión del poder de Enrique el León, el emperador Federico Barbarroja depuso al duque de Sajonia y redistribuyó sus tierras en 1180/81. La retirada del apoyo sajón dejó a liutizi y a sus partidarios de Pomerania vulnerables a la flota danesa. Una flota eslava intentó recuperar Rugia, pero fue aniquilada en la bahía de Greifswald el 19 de mayo de 1184. Monjes daneses se encargaron de la actividad misionera en las abadías de Pomerania, y el príncipe Bogislao I se rindió al rey Canuto VI en 1185 para convertirse en vasallo del rey danés. Pribislav, un príncipe cristiano de los Hevelli, legó sus tierras al sajón Alberto el Oso después de su muerte, lo que condujo a la creación del margraviato de Brandeburgo. 
Los sorbios de Lusacia permanecieron independientes en gran medida. Carlomagno los sometió durante un tiempo pero, después de su muerte, los vínculos con los francos estaban rotos. En una serie de sangrientas guerras entre 929 y 963, sus tierras fueron conquistadas por el rey Enrique I el Pajarero y su hijo Otón el Grande y se incorporaron al Reino de Alemania. En el siglo XIV, la mayoría de los eslavos que vivían allí habían sido germanizados y asimilados. Sin embargo, los sorbios, los descendientes de milcenos y lusacios, han conservado su identidad dentro de Lusacia, una región dividida entre los estados alemanes de Brandeburgo y Sajonia.